# 小澤宙輝
小澤 宙輝（おざわ ひろき、1997年9月21日 - ）は、日本の男子バレーボール選手である。

## 来歴
山梨県甲府市出身。10歳の頃、家族の影響を受けてバレーボールを始める。
中学時代は、山梨県選抜メンバーとして全国大会に出場した。高校は甲府工業高等学校に進学し、そこでは全国大会出場がなかったが、大学は関東一部の名門である筑波大学に進学した。
2017年、大学2年時の全日本インカレ準決勝で、石川祐希や大竹壱青など高校時代から有名な選手が揃う強豪の中央大学をフルセットで降す快挙に貢献した。決勝では早稲田大学に敗れ準優勝となった。
2018年、日本代表登録メンバーに選出された。第18回アジア競技大会のメンバーに選出され、試合にも出場した。
大学4年の2019年、主将に就任し、最後のインカレでも決勝に進出したが、連覇中の早稲田大学に最後も勝つことが出来ず、インカレ優勝には届かなかった。
2019年10月、V.LEAGUE DIVISION1(V1)に所属する東レアローズの内定選手になったと発表された。2019-20シーズン、V1リーグで内定選手として試合に出場した。2020年、大学を卒業してから東レに入団。
2022年、AVCカップのメンバーとして日本代表に選出された。試合にも出場し、チームは準優勝を果たした。

## 所属チーム
- 甲府工業高等学校（2013-2016年）
- 筑波大学 （2016-2020年）
- 東レアローズ（2020年-）

## 球歴
- 日本代表 - 2018年、2022年-
  - AVCカップ - 2022年